# Julien Prosper Legastelois
Jules Prosper Joseph Marie Legastelois est un sculpteur et médailleur français né à Batignolles-Monceau le 24 mai 1855 et mort à Paris le 14 avril 1931,.

## Biographie
Jules Prosper Legastelois est élève de Joseph Carlier, Henri Louis Levasseur, Georges Tonnelier et Oscar Roty à l'École des beaux-arts de Paris.
Il est enterré avec sa fille Luce Legastelois-Brandt (1885-1954), peintre de fleurs, au cimetière Rabelais 1 de Saint-Maur-des-Fossés.

## Œuvres

### Dans les collections publiques
- Blérancourt, musée de la Coopération franco-américaine :
  - Clemenceau, médaille ;
  - Foch, médaille ;
  - Myron Timothy Herrick, ambassadeur des États-Unis à Paris, médaille.
- Cleveland : 
  - Bataille de la Marne, septembre 1914, médaille en bronze ;
  - À la gloire des armées, du droit et de la liberté, médaillon en bronze ;
- Épinay : Monument aux morts de la guerre de 1870[6].
- Ermont : Monument aux morts.
- Paris :
  - cimetière du Père-Lachaise :
    - Laurent Monnet, négociant, 1899, buste en bronze ;
    - Albert Dastre, maire d'Ermont, buste en bronze.

  - cimetière du Montparnasse :
    - Adolphe Pégoud, aviateur, buste en bronze.

  - musée d'Orsay :
    - Clovis Antoine Prosper Victor, médaille ;
    - Félicité Testas de Gassies, médaille ;
    - A. Gilbert, décorateur, médaille ;
    - Léon Duvauchel, médaille ;
    - Solfège, médaille ;
    - Minerve, médaille ;
    - Jeune fille, médaille.

### En collection particulière
- Pauline Duchambge, médaille en bronze[7],[8].

Œuvres de Jules Prosper Legastelois
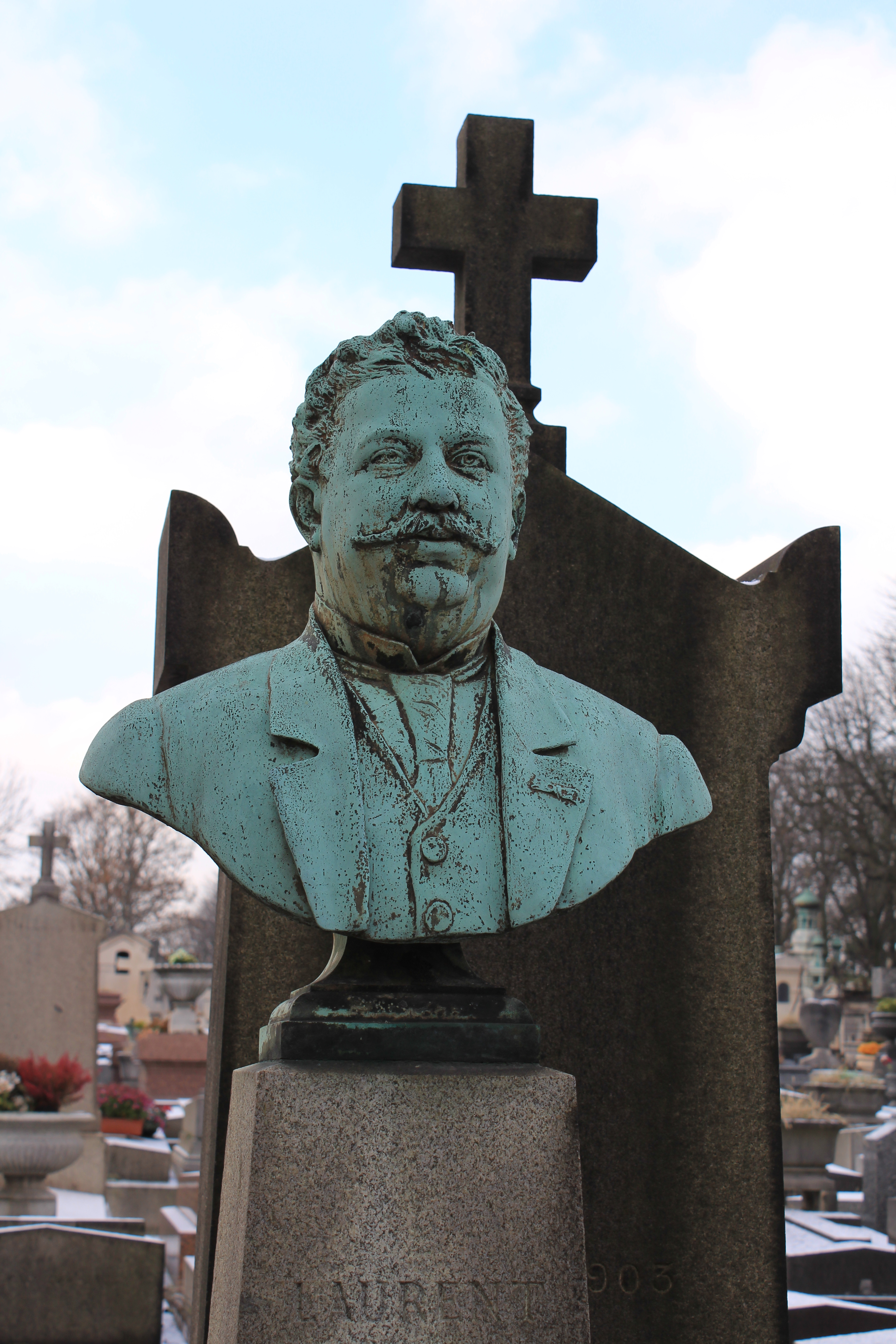
Laurent Monnet (1899), buste en bronze, Paris, cimetière du Père-Lachaise.
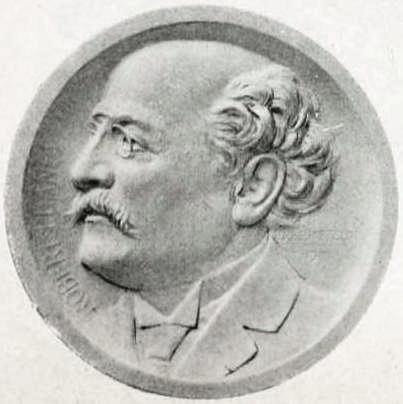
Robert Planquette (Salon de 1905), localisation inconnue.
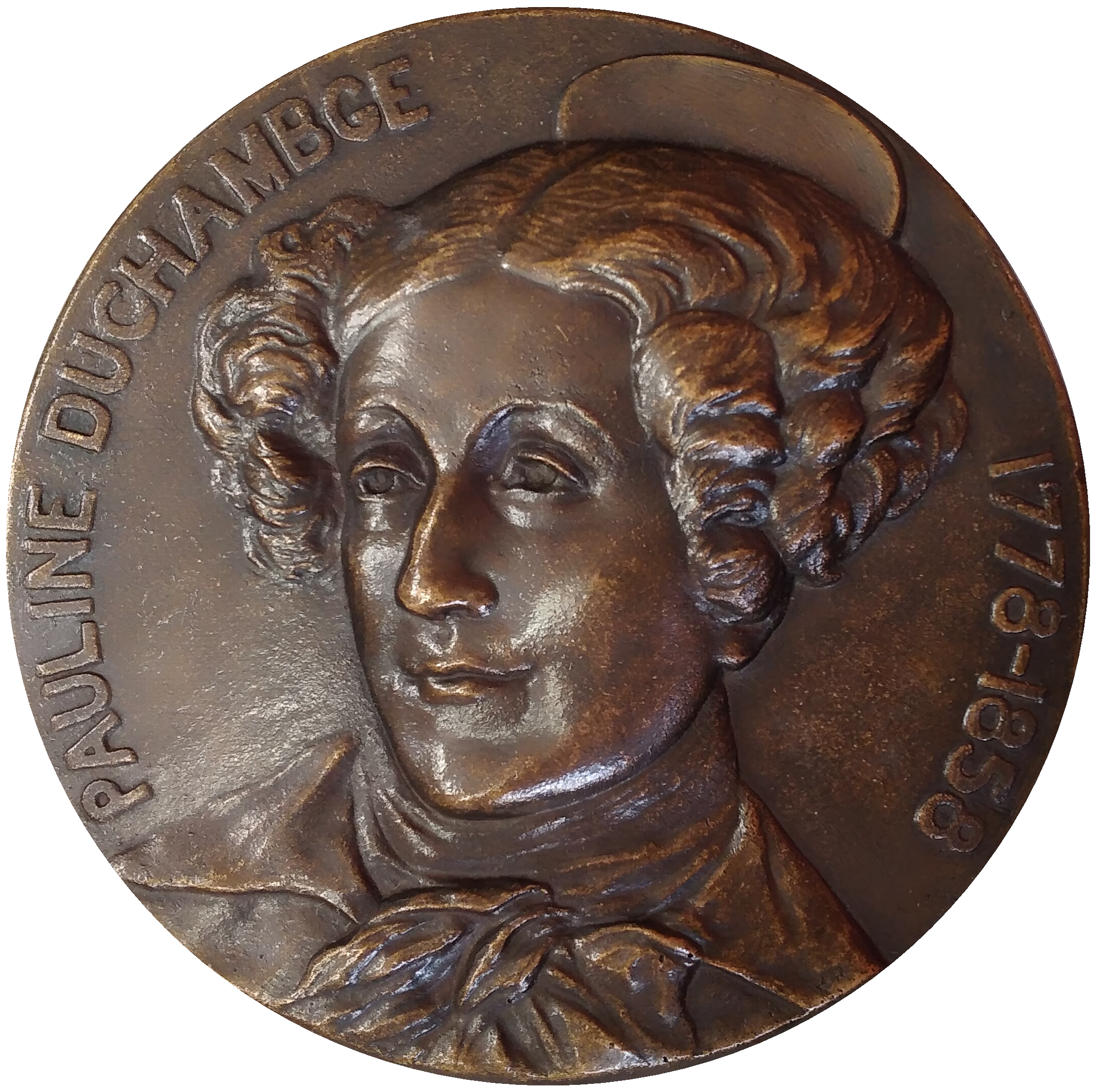
Pauline Duchambge, collection particulière.
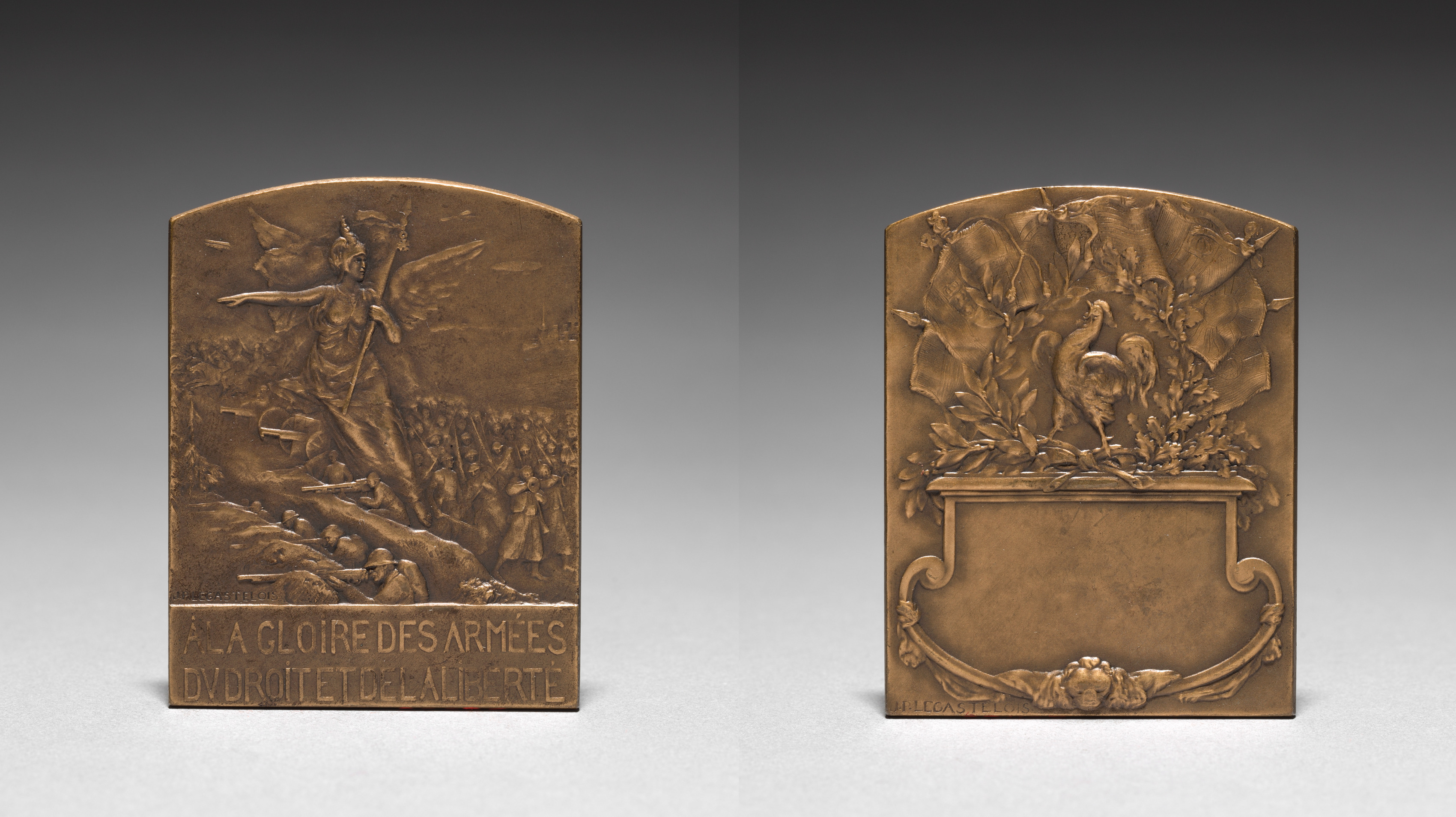
À la gloire des armées, du droit et de la liberté, Cleveland Museum of Art, 1920.735
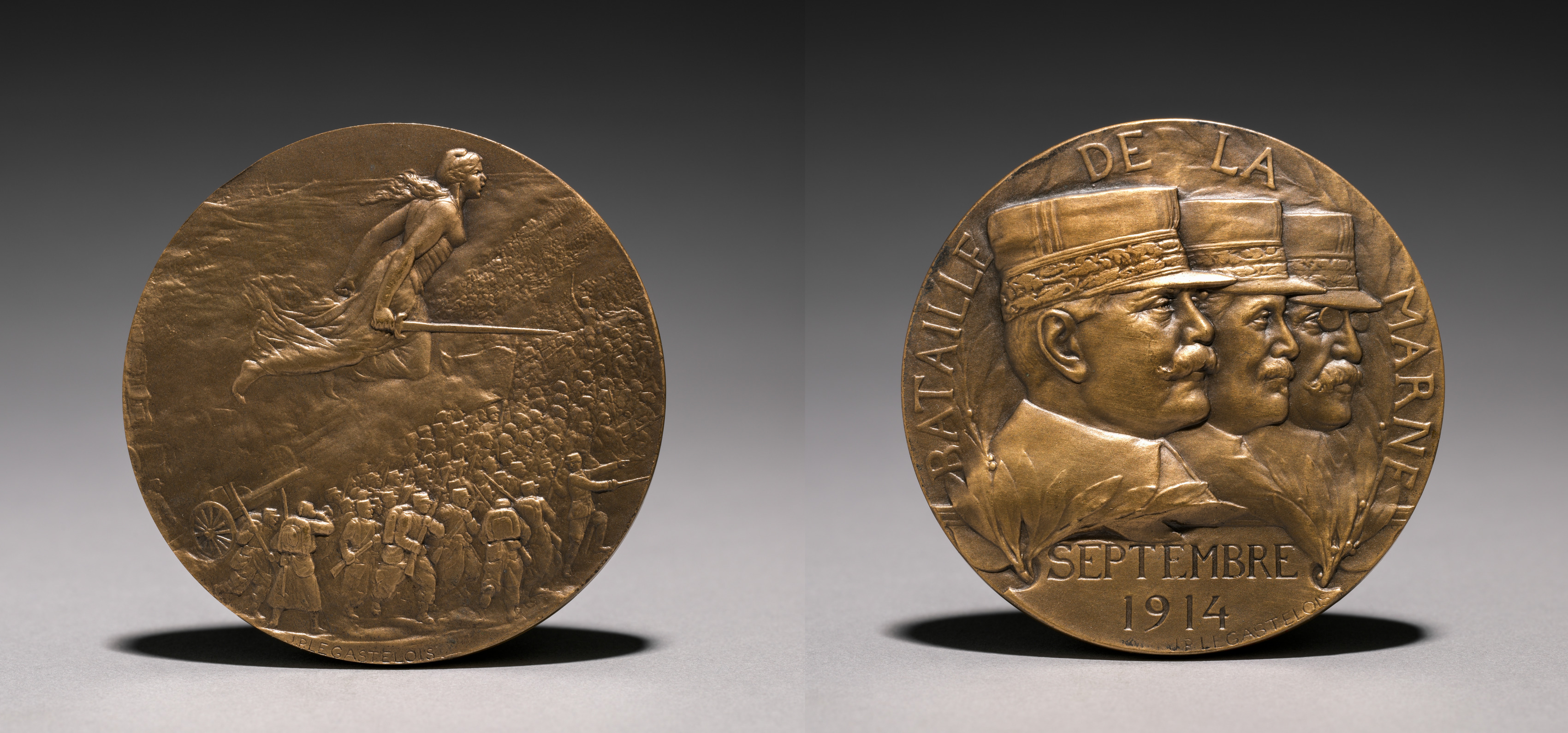
Bataille de la Marne, septembre 1914, Cleveland Museum of Art, 1919.889

## Salons
- Salon des artistes français :
  - 1905 : Robert Planquette, médaille ;
  - 1911 : Gaston Soufflay[9] (no 3522) ; Louis Braille, buste (no 3523) ;
  - 1926 : Albert Dastre, buste (no 3473) ; G. Roustan, buste (no 3474).

## Récompenses
- Mention honorable au Salon de 1896.
- Médaille de 3e classe au Salon de 1899.
- Médaille de bronze à l'Exposition universelle de 1900.

## Distinctions
Jules Prosper Legastelois est nommé chevalier de l'ordre national de la Légion d'honneur par décret du 17 juillet 1908.